# Lynchius
Genre
Lynchius est un genre d'amphibiens de la famille des Craugastoridae.

## Répartition
Les 4 espèces de ce genre se rencontrent au Pérou et en Équateur.

## Liste d'espèces
Selon Amphibian Species of the World (4 juillet 2014) :
- Lynchius flavomaculatus (Parker, 1938)
- Lynchius nebulanastes (Cannatella, 1984)
- Lynchius parkeri (Lynch, 1975)
- Lynchius simmonsi (Lynch, 1974)

## Étymologie
Ce genre est nommé en l'honneur de John Douglas Lynch.

## Publication originale
- Hedges, Duellman & Heinicke, 2008 : New World direct-developing frogs (Anura: Terrarana): molecular phylogeny, classification, biogeography, and conservation. Zootaxa, no 1737, p. 1-182 (texte intégral).